# Winchester '73
Winchester '73 es una película estadounidense del año 1950 perteneciente al género de western, dirigida por Anthony Mann y con actuación de James Stewart, Shelley Winters y Stephen McNally; también intervienen, con papeles primerizos, Rock Hudson, Tony Curtis y James Best.
Winchester '73 fue el primero de los cinco trabajos que hicieron juntos Anthony Mann y James Stewart.

## Argumento

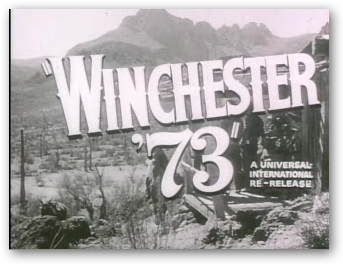
Título de la película, en el reclamo.

Dos jinetes, Lin McAdam y su amigo "High Spade" Frankie Wilson, llegan a Dodge City persiguiendo a un asesino llamado "Dutch Henry" Brown, jefe de una banda de bandidos. En esta ciudad el famoso sheriff Wyatt Earp  mantiene la paz con mano firme, por lo que no pueden hacer gran cosa contra él. Además, es 4 de julio, el Día de la Independencia de EE. UU., y la gente se arremolina en torno al premio del concurso de tiro, un rifle único: el Winchester '73, que tiene fama de ser más preciso que todos los demás. 
Lin McAdam, uno de los perseguidores, triunfa en el concurso y consigue el rifle, pero su contrincante, "Dutch Henry" Brown, se lo roba más tarde y huye del pueblo. El rifle pasa a manos de un traficante de armas, luego a un jefe indio y más tarde a un forajido. Mientras tanto, McAdam no cesa en su persecución al igual que su amigo.
Finalmente el rifle vuelve otra vez a Dutch, mientras que Lin y su amigo descubren el paradero de Dutch y su banda, cuando iban a atracar un banco en Tascosa. Por el camino Lin se enamora de una mujer llamada Lola Manners, que también se enamora de él, y les sigue aprobando sus intenciones, porque sabe lo peligroso que es Dutch a través de observaciones propias casuales que tuvo acerca de él. Un tiroteo ocurre cuando intervienen en el robo y su banda, diezmada por ello, huye dejando sólo a Dutch, que es perseguido por Lin, el cual tiene que dejar atrás para ello a su amigo y a Lola pero con la bendición de ambos a causa de una herida que sufrió Lola durante el tiroteo. Finalmente Lin y Dutch se enfrentan en un tiroteo lejos de la ciudad. 
Se descubre en ese tiroteo, que el verdadero nombre de Dutch es Matthew McAdam. Es hermano de Lin y Lin quiere matarlo, porque mató al padre mutuo por la espalda, cuando no quería ayudarle en sus acciones criminales. Su amigo también lo sabía y por ello le ayudó en su empeño. Aunque Dutch tiene la Winchester 73, él muere en el tiroteo con Lin. Una vez muerto, Lin regresa con la Winchester a Tascosa con su amigo, que contó mientras tanto todo a Lola, y con Lola con el propósito de volver otra vez con ambos a la vida pacífica que tenía antes de los acontecimientos indicando además a su amigo mediante el Winchester, que Dutch estaba muerto y que todo lo relacionado con lo ocurrido finalmente había terminado para siempre con su muerte.

## Reparto
- James Stewart: Lin McAdam
- Shelley Winters: Lola Manners
- Dan Duryea: Waco Johnnie Dean
- Stephen McNally: "Dutch Henry" Brown
- Millard Mitchell: "High Spade" Frankie Wilson
- Charles Drake: Steve Miller
- John McIntire: Joe Lamont
- Will Geer: Wyatt Earp
- Jay C. Flippen: Sargento Wilkes
- Rock Hudson: Young Bull
- Tony Curtis: Doan
- James Best: Crator

## Producción
En un primer momento la película Winchester 73 iba a ser dirigida por Fritz Lang y producida por su productora Diana Pictures. Sin embargo al cineasta no le gustó el guion una vez finalizado y por ello se desligó del proyecto. Dos años después la Universal recuperó ese proyecto y Anthony Mann asumió la responsabilidad de dirigirlo, mientras que Borden Chase y Robert L.Richards asumieron la responsabilidad de reescribirlo, y todo bajo la producción de Aaron Rosenberg.
La película se filmó en blanco y negro entre mediados de febrero y finales de marzo de 1950. Los exteriores del filme fueron rodados en Tucson (Arizona), mientras que los interiores en los platós de la Universal Studios Picture.

## Recepción
La película fue estrenada en los Estados Unidos el 12  de julio de 1950 y en España el 6 de noviembre de 1950. Fue un éxito de taquilla. También fue el primer western conocido de Anthony Mann. Según Espinof la película, al igual que el rifle del que toma su título, es única y de un poder de fascinación increíble, con la que Mann logra una obra maestra. También El País define la obra de Mann como tal.

## Premios
- Premio WGA (1951): Una candidatura.
- National Film Registry (2015): Un premio.

## Remake
En 1967 se hizo un remake de la película Winchester 73, siendo esta versión un telefilm producido para la televisión, contando en el reparto con los actores; Tom Tryon, John Saxon, Dan Duryea, John Drew Barrymore, Joan Blondell, John Dehner y Paul Fix. El remake fue dirigido por Herschel Daugherty con fotografía de Bud Thackery.